# Trachymyrmex turrifex
Trachymyrmex turrifex är en myrart som först beskrevs av Wheeler 1903.  Trachymyrmex turrifex ingår i släktet Trachymyrmex och familjen myror.

## Underarter
Arten delas in i följande underarter:
- T. t. caroli
- T. t. turrifex

## Bildgalleri

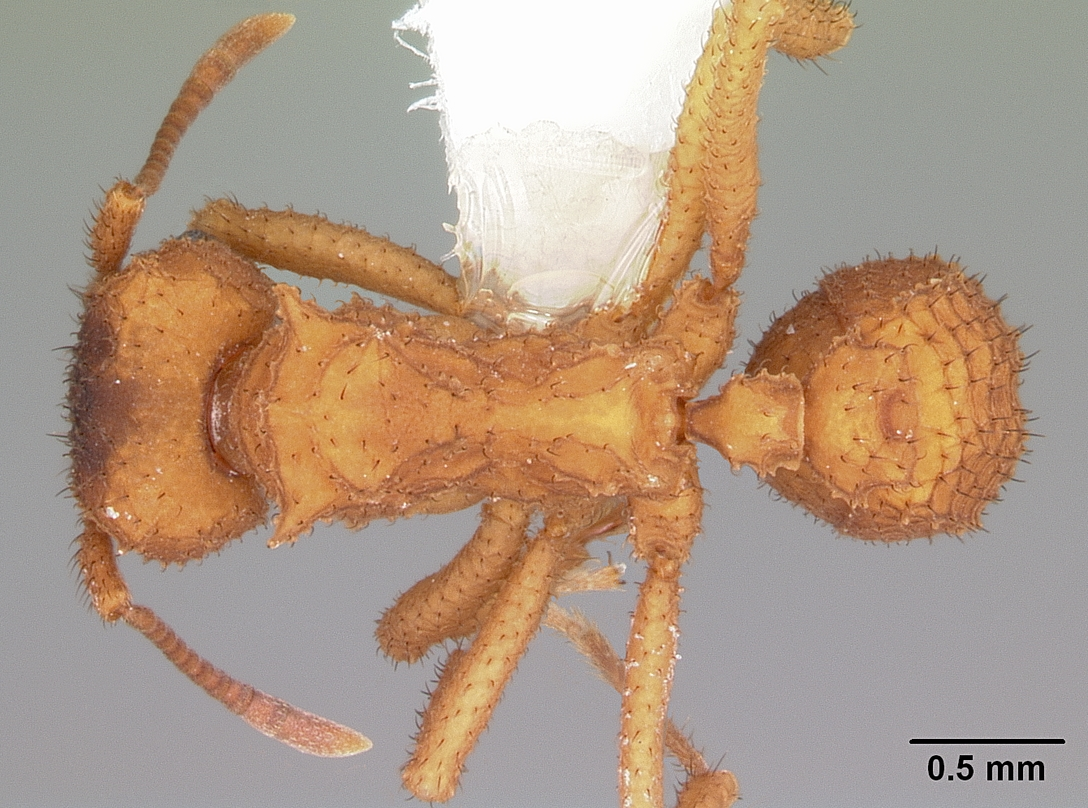
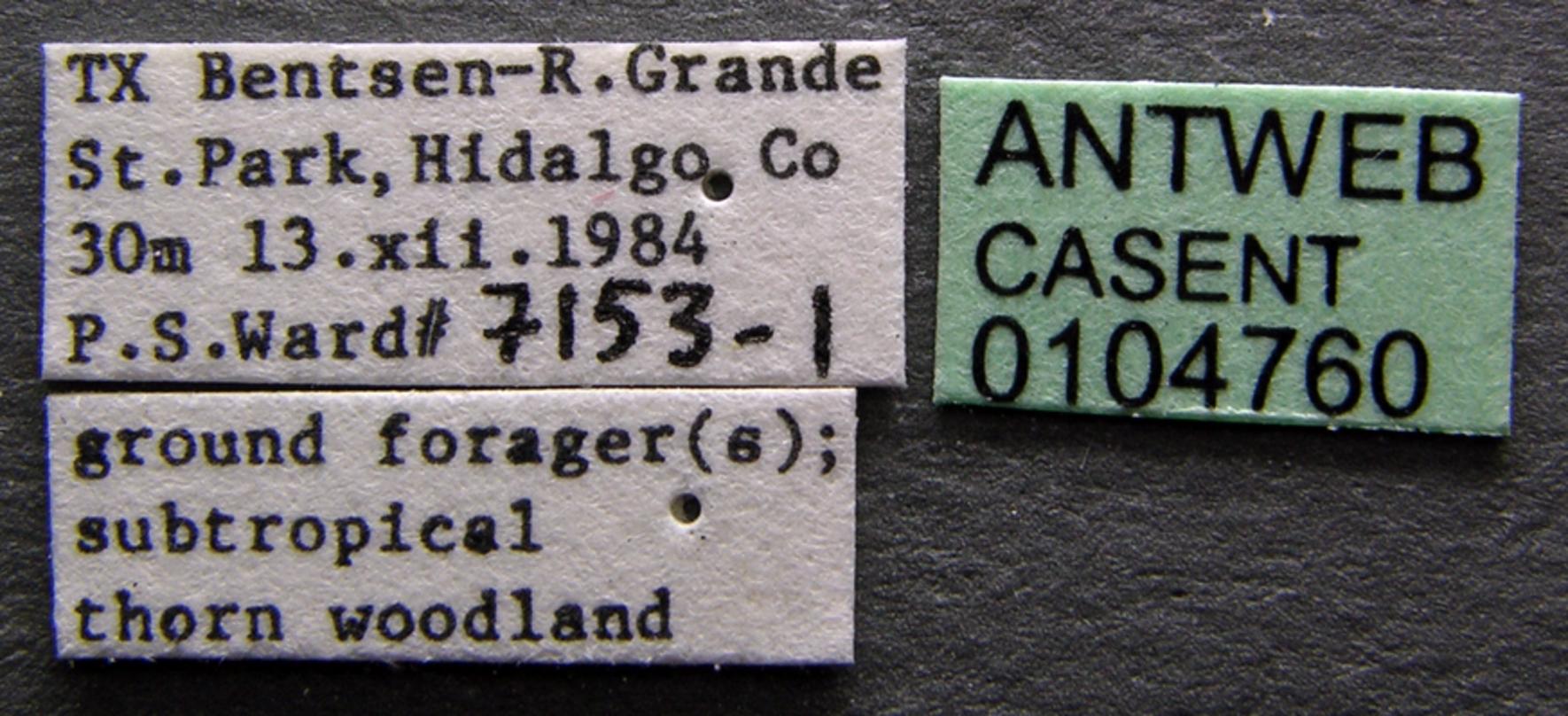
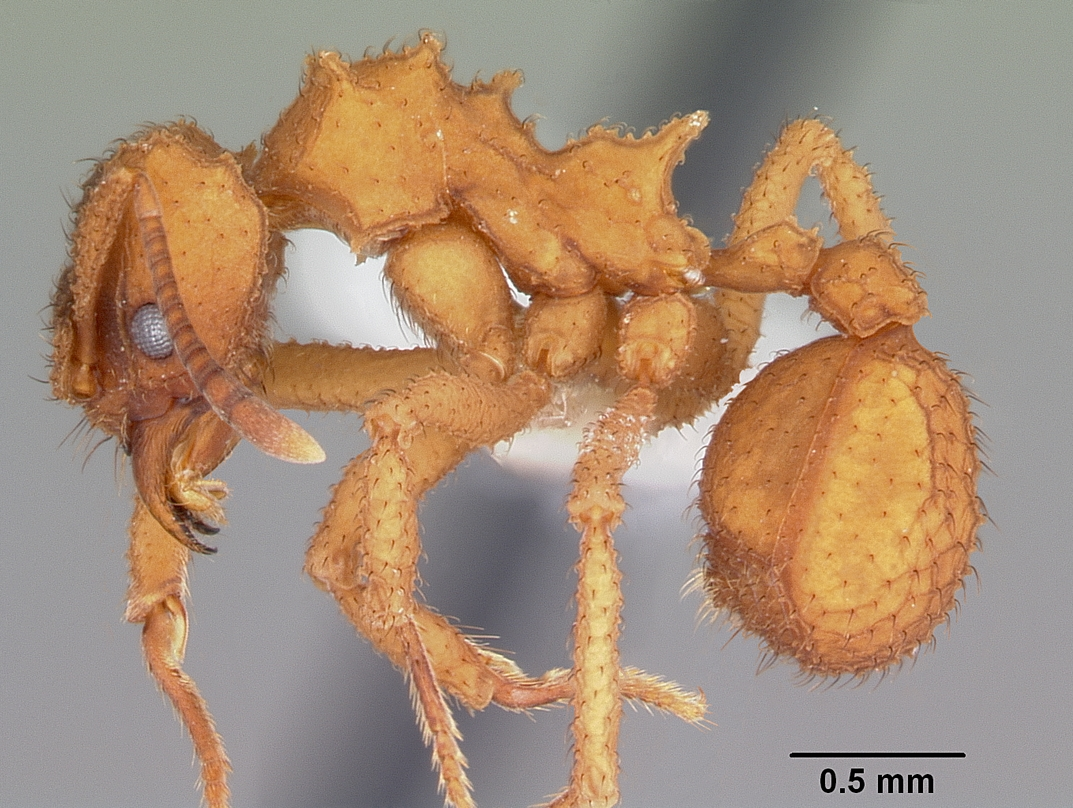
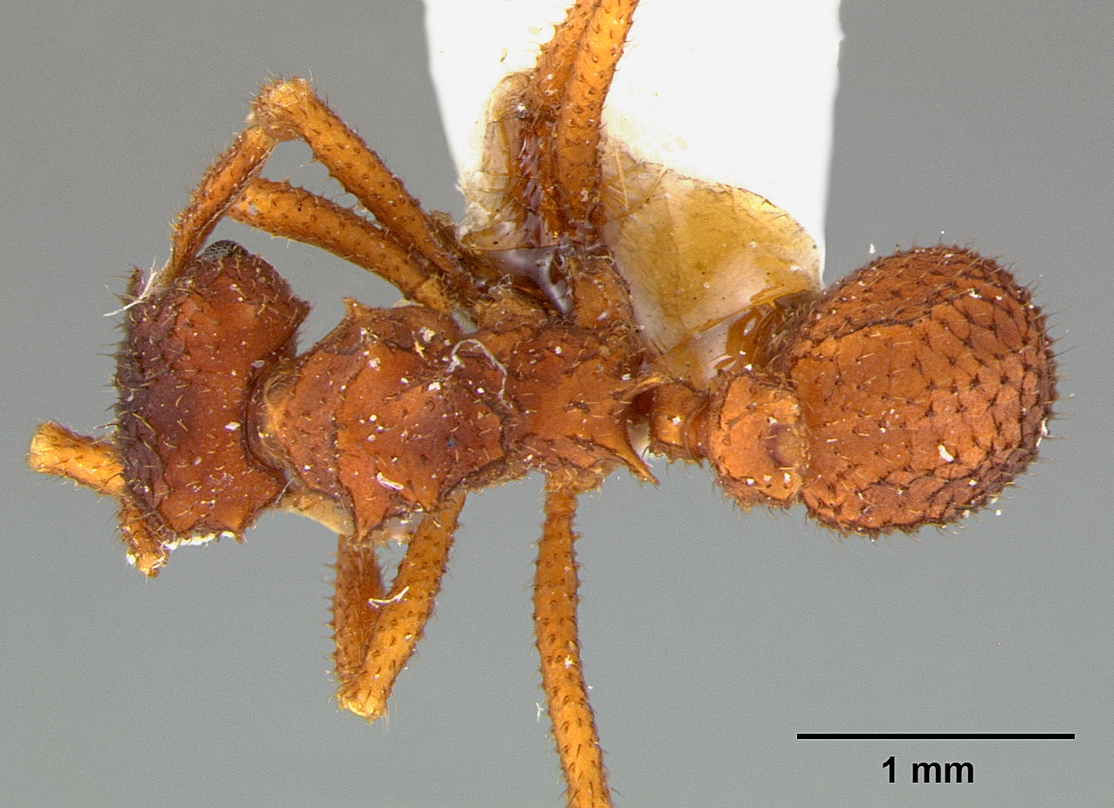
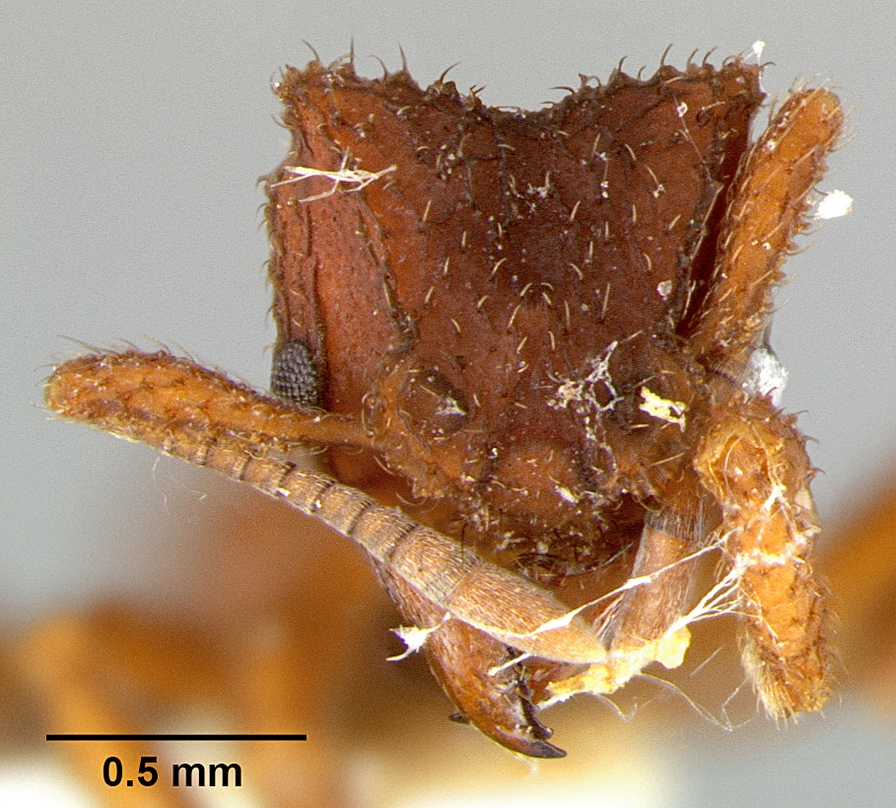
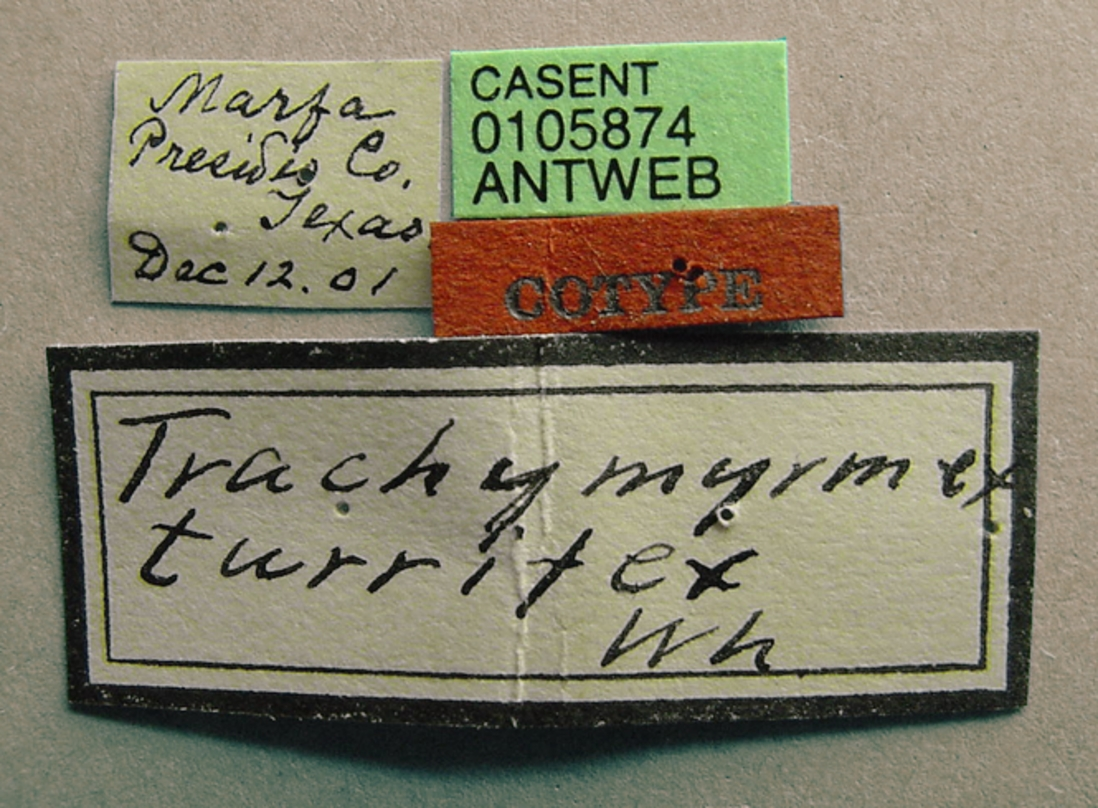